# Marie Schäferová-Holešovská
Marie Schäferová-Holešovská (4. ledna 1891 Černovice – 1. ledna 1975 Praha) byla česká pedagožka, spisovatelka, básnířka a dramatička.

## Životopis
Její otec byl Ludvík Holešovský (1858), zámečník z Černovic a matkou Marie Holešovská-Hrdličková (1862). Oddáni byli 14. srpna 1886. Měla dva sourozence, Stanislavu (1893–1976) a Bohumíra (1895–1895). Jejím manželem byl redaktor a spisovatel Otomar Schäfer (2. září 1887) s nímž měla spolu děti, Janu Cíchovou a Jiřího Schäfera.
Marie Schäferová byla sekretářkou Dětského odboru Českého srdce a také sekretářkou a učitelkou na Ženské vyšší škole sociální péče. Kromě toho vyučovala na Státní škole průmyslové. Později byla též ředitelkou taneční školy.
Psala pro mládež, byla autorkou sbírky veršů, divadelních her, prózy a prací ze společenské výchovy. Bydlela v Praze II na adrese Vladislavova 20.

## Dílo

### Leporela
- Jak z Noemovy archy ven, toužila zvířátka na pevnou zem – Praha: Evžen K. Rosendorf
- Jak Růžička, kněžna květu pochodila na výletu – E. K. Rosendorf, 1925

### Divadelní hry
- O princezně se zlatou hvězdou na čele: pohádka o čtyřech dějstvích s proměnou – Praha: Máj, 1924
- Slunéčko: Hra o dětech a pro děti o 4 jednáních – dle cizí látky. Praha: F. Švejda, 1925
- Jako v pohádce: hra o třech jednáních – dle stejnojmenného románu B. Brodského. Praha: E. K. Rosendorf,
- Slunci vstříc!: dětská divadelní hra o 3 jednáních – E. K. Rosendorf, 1935
- Pán mých snů: lidová veselohra o třech dějstvích – Praha: Alois Neubert, 1937

### Spisy
- Tipmamselka: povídka – Praha: Rodina,
- Dáma a společnost – Praha: Vesmír, 1935; Orbis, 1940
- Společenské A. B. C.: kurs společenské výchovy –spolupracoval Otomar Schäfer; redigoval Dominik Filip; ilustroval Emil Weiss. Praha: Masarykův lidovýchovný ústav, 1935; Domácí učení, 1939
- Společenský brevíř – Praha: Jaroslav Samec, 1947

### Články
- Ztratila jste kapesníček? – Národní listy 25. 6. 1927, str. 5
- Dáma a společnost – Český Lloyd časopis národohospodářský, str. 3

### Jiné
- Zlatý klas: básně, pohádky a povídky četných našich spisovatelů – sestavila vyžádané příspěvky; perokresby O. Stafla. Praha: Nakladatelství V. Vítka, 1923
- Kurs pro divadelní ochotníky – spolupracovali Klementa Rektorisová, O. Minářík, Antonín Skála, Jaroslav Tomsa, Marie Schäferová, Jaroslav Hamerský, Václav Fiala, J. M. Gottlieb, Miroslava Suchardová, Míla Mellanová, J. Motlöhner; s redakčním kruhem řídí Dominik Filip. Praha: za spolupráce Ú. M. D. O. Č. vydává Domácí učení, ústav pro národní výchovu,
- Moravská beseda: z národních tanců: návod k tanci, melodie a texty písní – Richard Kaska; zpracovala Marie Schäferová. Praha: František Augustin Urbánek a synové, 1947
- Černovický sborník – upravila. Praha: Sdružení rodáků a přátel města Černovic u Tábora a okolí Praha: Josef Svoboda distributor, 1948
- Americká buržoasní filosofie a sociologie ve službách imperialismu – A. P. Gagarin; [z ruského originálu "Amerikanskaja buržoaznaja filosofija i sociologija na službe imperializma" ... přeložili Vladimír Halamásek, Eva Nováková, Marie Schäferová]. Praha: Státní nakladatelství politické literatury, 1954